# دي جي أوغستين
دي جي أوغستين (بالإنجليزية: D. J. Augustin)‏ مواليد 10 نوفمبر 1987، هو لاعب كرة سلة أمريكي يلعب مع فريق لوس انجلوس ليكرز في الرابطة الوطنية لكرة السلة ويحمل الرقم 14. يبلغ طوله 6 قدم 0 بوصة (1.8 م).

## فرق لعب لها
- شارلوت هورنتس
- إنديانا بايسرز
- تورونتو رابتورز
- شيكاغو بولز
- ديترويت بيستونز
- أوكلاهوما سيتي ثاندر

## روابط خارجية
- دي جي أوغستين على موقع إن بي أي (الإنجليزية)
- دي جي أوغستين على موقع سبورتس رفرنس (الإنجليزية)
- دي جي أوغستين على موقع كرة السلة الأوروبية.كوم (الإنجليزية)
- دي جي أوغستين على موقع إي إس بي إن.كوم (الإنجليزية)
- دي جي أوغستين على موقع كلية كرة السلة في سبورتس رفرنس.كوم (الإنجليزية)
- دي جي أوغستين على موقع ريلجم (الإنجليزية)
- دي جي أوغستين على موقع بروبوليرز (الإنجليزية)